# Roxas (Oriental Mindoro)
Roxas é um município de  segunda classe de renda municipal (d) na província Oriental Mindoro, nas Filipinas. De acordo com o censo de 1 de maio  de  2020 possui uma população de 58 849 pessoas e 13 564 domicílios.